# Dibamus booliati
Dibamus booliati là một loài thằn lằn trong họ Dibamidae. Loài này được Das & Yaakob mô tả khoa học đầu tiên năm 2003.